# Civitella San Paolo
Civitella San Paolo és un comune (municipi) de la ciutat metropolitana de Roma, a la regió italiana del Laci, situat uns 35 km al nord de Roma. L'1 de gener de 2018 tenia 2.049 habitants.
Limita amb els següents municipis: Capena, Fiano Romano, Nazzano, Ponzano Romano, Rignano Flaminio i Sant'Oreste.